# Звуковий тиск
Звукови́й тиск — змінний тиск у середовищі, зумовлений поширенням у ньому звукових хвиль. Звуковий тиск прийнято розуміти в двох значеннях:
- Миттєвий звуковий тиск {\displaystyle \ p_{m}(t)} оцінюється силою дії звукової хвилі на одиницю площі, та виражений у ньютонах на квадратний метр (1 Н/м²), або Паскалях (Па);
- Діючий звуковий тиск {\displaystyle \ p} — середньо-квадратичне значення миттєвого звукового тиску {\displaystyle \ p_{m}(t)} за деякий період часу {\displaystyle \ T}. Діючий звуковий тиск є вагомою характеристикою періодичних сигналів, та використовується як узагальнена характеристика звукового тиску для визначення інтенсивності звуку та рівня звукового тиску:
{\displaystyle \ p={\sqrt {{1 \over T}\int \limits _{0}^{T}p_{m}^{2}(t)dt}}}
Наприклад, якщо миттєвий звуковий тиск виражено періодичною функцією:
{\displaystyle \ p_{m}(t)=p_{0}\sin(\omega t+\varphi _{0})} ,
тоді, враховуючи що
{\displaystyle \ w={2\pi  \over T}},
маємо: {\displaystyle \ p={\sqrt {{1 \over T}\int \limits _{0}^{T}p_{0}^{2}sin^{2}(\omega t+\varphi _{0})dt}}={\sqrt {p_{0}^{2} \over 2}}={p_{0} \over {\sqrt {2}}}}
Інтенсивність звуку визначається за формулою:
{\displaystyle \ J={p^{2} \over Z}},
де Z — акустичний опір середовища в якому поширюється звук Па·с/м.
Рівень звукового тиску
Оскільки вухо людини має логарифмічну характеристику реакції на звук, в акустиці часто застосовують вимірювання звукового тиску логарифмічною шкалою у децибелах.
Ця шкала називається рівнем звукового тиску, за точку відліку цієї шкали приймається найтихіший звук, який може сприйняти вухо людини при частоті 1 кГц, тобто — {\displaystyle \!p_{B}=2\ 10^{-5}} Н/м². Співвідношення між двома шкалами визначається наступною формулою:
{\displaystyle N=10\,\lg \left({\frac {{p}^{2}}{{p_{B}}^{2}}}\right)=20\,\lg \left({\frac {p}{p_{B}}}\right)} дБ.
Діючий звуковий тиск також пов'язаний залежністю:
{\displaystyle p=Z\cdot v={\frac {J}{v}}={\sqrt {J\cdot Z}}}
Z — акустичний опір Па·с/м
v — швидкість частинок м/с
J — інтенсивність звуку Вт/м²
Ефекти́вний звукови́й тиск — середня ефективна величина миттєвого звукового тиску у певній точці за повний період. Вимірюється у барах.

## Приклади
Нижче приводяться значення діючого звукового тиску та рівня звукового тиску для різних джерел звуку:
| Джерело звуку                                                      | Звуковий тиск      | Рівень звукового тиску |
|                                                                    | Па                 | дБ                     |
| ------------------------------------------------------------------ | ------------------ | ---------------------- |
| Теоретичний максимум гучності при атмосферному тиску в 1 атмосферу | 101 325 Па         | 191 дБ                 |
| Реактивний двигун на відстані 30 м                                 | 630 Па             | 150 дБ                 |
| Постріл з рушниці на відстані 1 м                                  | 200 Па             | 140 дБ                 |
| Больовий поріг                                                     | 20 — 100 Па        | 120 — 130 дБ           |
| Концерт рок-музики                                                 | 2 — 20 Па          | 100 — 120 дБ           |
| пневматичний відбійний молоток на відстані 1 м                     | 2 Па               | близько 100 дБ         |
| симфонічний оркестр на фортіссімо                                  | 2×10−2 — 2 Па      | 80 — 100 дБ            |
| автомобіль на відстані 10 м                                        | 2×10−2 — 2×10−1 Па | 60 — 80 дБ             |
| Домашній телевізор на відстані 1м                                  | 2×10−2 Па          | близько 60 дБ          |
| Звичайна розмова на відстані 1 м                                   | 2×10−3 — 2×10−2 Па | 40 — 60 дБ             |
| Тихий шепіт                                                        | 2×10−4 — 6×10−4 Па | 20 — 30 дБ             |
| шелест листя, спокійне дихання                                     | 6×10−5 Па          | 10 дБ                  |
| поріг чутності на частоті 1 kHz                                    | 2×10−5 Па          | 0 дБ                   |